# Грб општине Беочин
Грб Општина је у облику штита, плавобеле боје са следећим хералдичким елементима: фабрички димњак, грозд, река, планина и исписан назив: "Беочин".